# Zoo Tscherkassy
Koordinaten: 49° 24′ 57″ N, 32° 1′ 22″ O
Der Zoo Tscherkassy (ukrainisch Черкаський міський зоопарк) ist der Zoologische Garten in der zentralukrainischen Stadt Tscherkassy, dem administrativen  Zentrum der Oblast Tscherkassy.

## Geschichte
Der Zoo Tscherkassy wurde am 1. Mai 1979 eröffnet. Die zur Verfügung stehende Fläche betrug anfangs 3,7 Hektar. Später wurde die Fläche auf ca. 4,37 Hektar erweitert. Er ist einer der kleinsten Zoos in der Ukraine. Einige Gebäude wurden im Öko-Stil, d. h. mit viel Holz, Naturstein und Dächern mit Erde und Gras errichtet. Im Dezember 2007 wurde entschieden, die Haltung sehr großer Tiere aufzugeben und die Sammlungen von kleinen Tieren weiter auszubauen. Mit Unterstützung des Süßwarenherstellers Roshen wurde ein mehrteiliges „Land der Bären und Wölfe“ gebaut, das Gewächshausheizungssystem neu gestaltet sowie die Ausstellung „Die wundervolle Welt der Tropen“ mit speziellen Tieren und Pflanzen eröffnet.
Nach dem russischen Überfall auf die Ukraine im Februar 2022 organisierten viele Organisationen Hilfslieferungen an die notleidenden ukrainischen Zoos, daran beteiligte sich auch die Tierschutzorganisation Vier Pfoten, die Futtermittel u. a. an den Zoo Tscherkassy lieferte. Der Zoo ist weiterhin geöffnet. 35.000 Flüchtlinge aus anderen Teilen der Ukraine hatten im Zoo freien Eintritt (Stand April 2023).

## Tierbestand
Im Jahr 2020 zählte der Zoo 250 Arten mit 3000 Tieren, in erster Linie Terrarienbewohner, namentlich Reptilien und Amphibien. Der Zoo Tscherkassy verfügt über die größte Sammlung an Terrarientieren in der Ukraine.

## Galerie

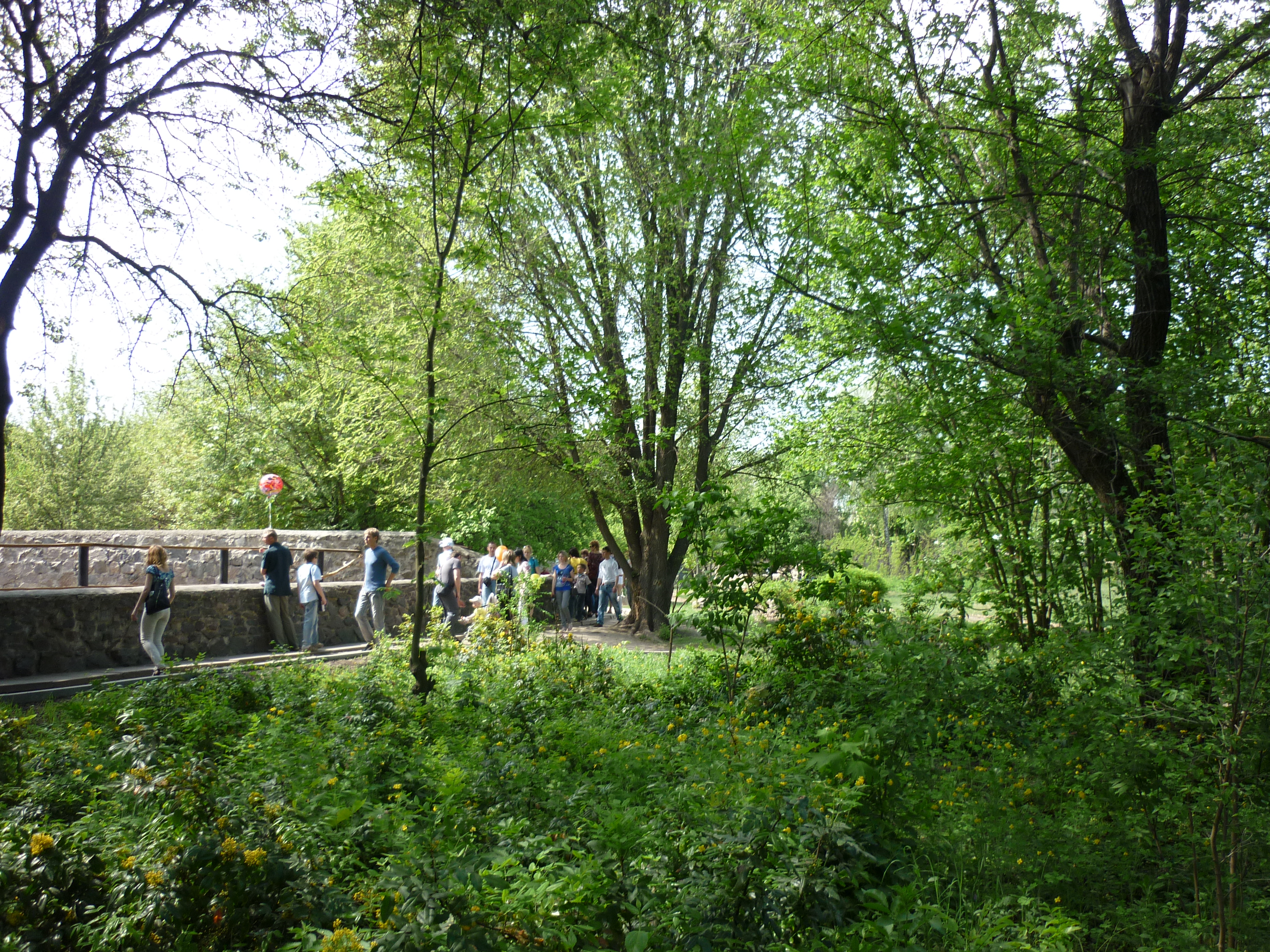
Panorama
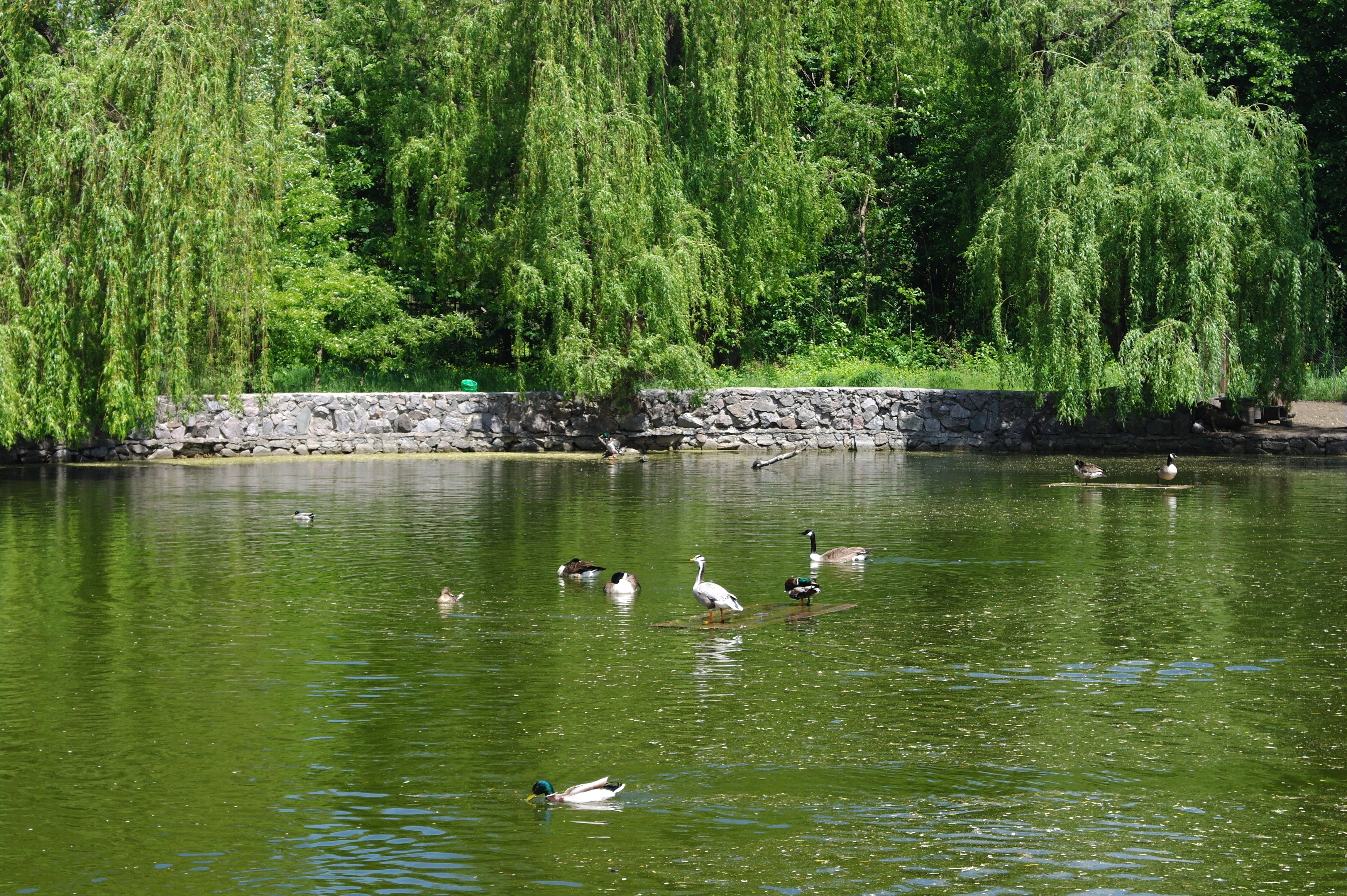
Teich für Wasservögel
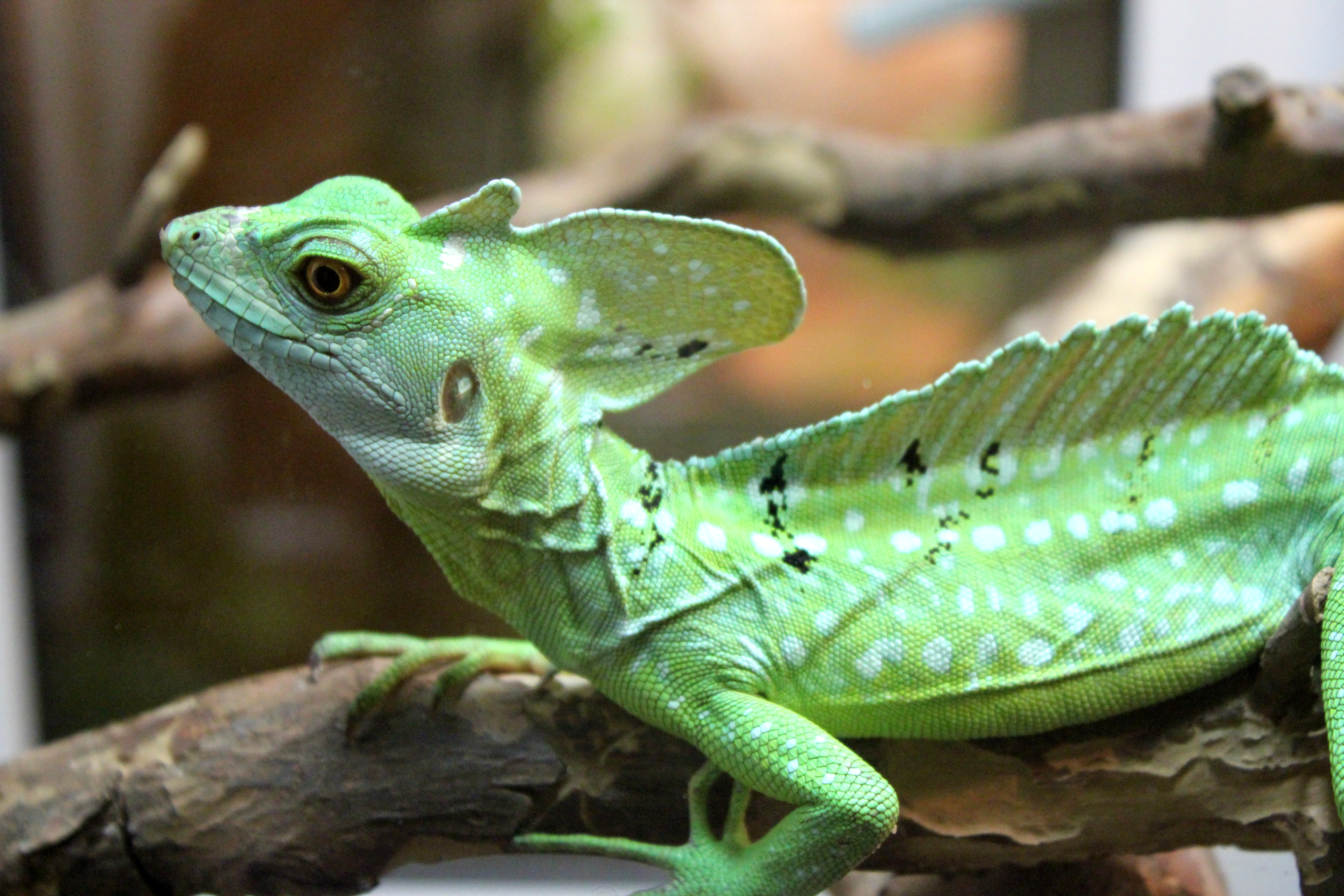
Stirnlappenbasilisk (Basiliscus plumifrons)
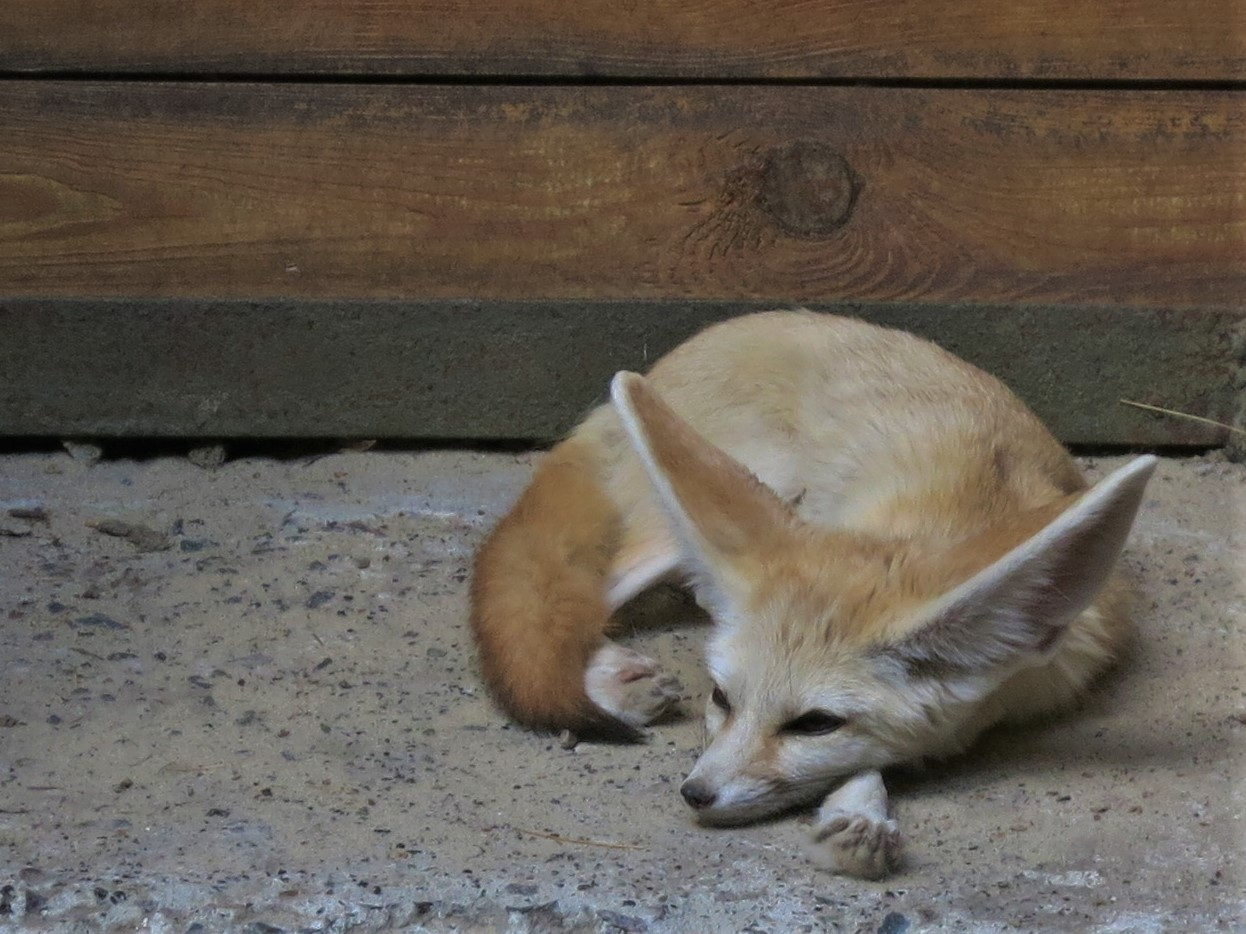
Fennek (Vulpes zerda)